# Ranskill
Ranskill – wieś w Anglii, w hrabstwie Nottinghamshire, w dystrykcie Bassetlaw. Leży 49 km na północ od miasta Nottingham i 217 km na północ od Londynu. Miejscowość liczy 2226 mieszkańców.